# Paper a la sal
El paper a la sal fou el procés fotogràfic dominant que utilitzava com a base el paper per a la producció de còpies en positiu durant el període comprès entre 1839 fins, aproximadament, al 1860. Alguns autors també ho denominen calotip, doncs és el resultat d'aquest mateix.
Ambdós utilitzen una tècnica basada en el paper revestit amb sals de plata, però el procés del calotip difereix lleugerament en quant als productes químics utilitzats en el procediment de sensibilització i utilitza un pas extra amb l'ús d'un accelerador immediatament abans de l'exposició del paper sensibilitzat.

## Història
La tècnica del paper a la sal fou creada per William Henry Fox Talbot, fotògraf britànic, al 1840. El procés negatiu es coneixia com a calotip, mentre que el procés d'impressió a la sal s'utilitzava per fer còpies en positiu dels negatius calotípics, fet que donaria pas al que actualment coneixem com a fotografia (sense tenir en compte la fotografia digital).

## Funcionament
Aquest mètode es realitzava a través de l'ús d'un paper sensibilitzat amb dos components químics: nitrat de plata i àcid gàl·lic. Un cop exposat a la llum, el paper es revelava amb dites substàncies químiques i, a més, era fixat amb hiposulfit sòdic. El resultat final es componia d'una imatge negativa translúcida, més coneguda com a calotip, de la que, a continuació, es podien fer diversos positius (paper a la sal) a través d'una còpia per contacte.
Degut a aquest descobriment, Talbot va aconseguir disminuir el temps d'exposició de la fotografia, més concretament, de 30 minuts a 30 segons, i introduir la reproducció d'aquesta mateixa i, en conseqüència, baixar els seus costos, doncs el paper era molt més econòmic que no pas el metall. No obstant, tot i els avantatges que oferia la seva tècnica, el fotògraf no va aconseguir arribar a tenir la mateixa popularitat amb la seva tècnica com ho va fer el daguerreotip, ja que Talbot va preferir patentar-la en comptes de posar-la a disposició del públic, al contrari del que va fer Louis Daguerre.